# Малолюбашанська сільська територіальна громада
Малолюбашанська сільська територіальна громада — територіальна громада України, в Рівненському районі Рівненської області. Адміністративний центр — село Мала Любаша.
Площа громади — 414,44 км², населення — 5768 мешканців (2018).
Утворена 11 серпня 2017 року шляхом об'єднання Малолюбашанської, Мащанської та Мирненської сільських рад Костопільського району.

## Населені пункти
До складу громади входять 11 сіл: Борщівка, Глажева, Данчиміст, Кам'яна Гора, Лісопіль, Мала Любаша, Маща, Мирне, Моквин, Новий Берестовець та Тихе.